# Curranosia prima
Curranosia prima är en tvåvingeart som först beskrevs av Charles Howard Curran 1935.  Curranosia prima ingår i släktet Curranosia och familjen husflugor. Inga underarter finns listade i Catalogue of Life.